# Otto Kirk
Otto Kirk (ur. ok. 1860, data śmierci nieznana) – prawdopodobnie ostatni Słowiniec znający gwarę słowińską.
Mieszkaniec Kluk Ciemińskich w okresie międzywojennym i w latach 40. XX wieku. W chwili wkroczenia do Kluk żołnierzy Armii Czerwonej w 1945 miał ponad 80 lat. Według przekazów usiłował porozumieć się z Rosjanami w gwarze słowińskiej, co pozwala przypuszczać, że był ostatnią żyjącą osobą znającą gwarę (zanikła niemal całkowicie już na początku XX w.). 
Jako ostatnia osoba ze znajomością etnolektu wskazywany jest również Heinrich Kaitschick (ur. 14 maja 1877, zm. 4 stycznia 1959), mieszkaniec Kluk.